# Nello Boscagli
Nello Boscagli, nome di battaglia "Alberto Spiaggia" (Siena, 4 aprile 1905 – Padova, 12 febbraio 1976), è stato un partigiano e politico italiano.

## Biografia
Impegnato fin da giovane nel Partito Comunista Italiano, nel 1924 emigra in Francia dove nel 1930 entra a far parte dell'apparato comunista francese, parte volontario per la guerra civile in Spagna e partecipa alla Resistenza francese. Dopo l'Armistizio di Cassibile ritorna in Italia e viene inviato in Veneto dove diventa uno dei maggiori organizzatori delle Brigate garibaldine nella Resistenza vicentina nella primavera del 1944 e prende il comando di quello che diventerà il Gruppo Divisioni "Ateo Garemi".

### Dopoguerra
Dopo la liberazione diventa il segretario provinciale del Pci vicentino e si impegna attivamente nell'organizzazione dell ANPI vicentina e padovana.
Nel 1946 diventa il primo sindaco di Sinalunga